# 木下浩次
木下 浩次（きのした ひろじ、1919年8月7日 - 2006年4月12日）は、日本の経営者。大同特殊鋼社長、会長を務めた。熊本県出身。

## 経歴
1943年に東京帝国大学経済学部を卒業し、同年に日本製鐵に入社。1975年5月に取締役に就任し、1979年6月に常務、1982年6月に専務を経て、1982年9月に大同特殊鋼副社長に就任し、1986年5月には社長に昇格。1988年5月に会長に就任し、1992年6月に相談役に就任。
1987年11月に藍綬褒章を受章し、1991年11月に勲二等瑞宝章を受章。
2006年4月8日左腎腫瘍のために死去。86歳没。